# Parc Victoria (Berlin)
Pour les articles homonymes, voir Parc Victoria.

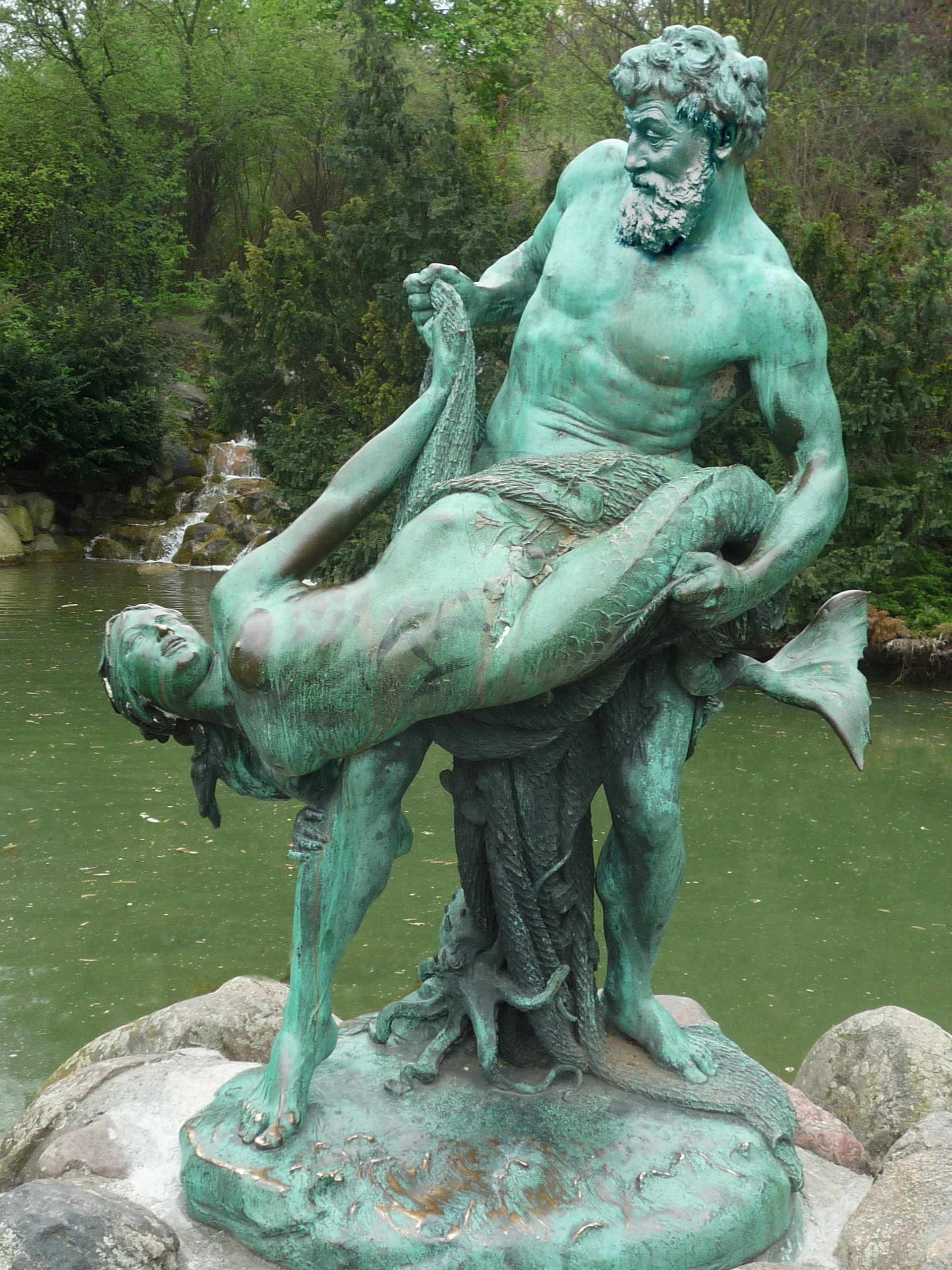
Der seltene Fang « La prise rare » d'une nixe par un pêcheur. Sculpture de Ernst Herter.

Le parc Victoria (Viktoriapark en allemand) est un espace vert de 12,8 hectares ouvert en 1894 dans le quartier de Kreuzberg dans l'arrondissement de Friedrichshain-Kreuzberg à Berlin en Allemagne.
Le parc est situé sur la colline de Kreuzberg (de), point culminant de la ville intérieure avec 66 m d'élévation. La colline fait partie des monts de Tempelhof, alias « Tempelhofer Berge », sur la face nord de la moraine de fond du plateau de Teltow. Le monument principal (de) a été érigé en 1821 au sommet de la colline par le roi Frédéric-Guillaume III de Prusse en hommage aux campagnes de libération ménées par la sixième Coalition contre les troupes napoléoniennes.
Le sommet de la colline est un excellent point de vue sur les environs du centre-sud de Berlin. En été, une cascade artificielle coule des pieds du monument sur le flanc de la colline jusqu'à une mare en contrebas proche de l'intersection de la Großbeerenstraße et la Kreuzbergstraße. Depuis 1896 se tient un autre monument remarquable sur les rives de la mare sculpté par Ernst Herter : intitulé Der seltene Fang alias « la prise rare », la sculpture représente un pêcheur qui a pris dans ses filets une nixe, une créature féminine aquatique.
Le parc a été conçu par l'architecte Hermann Mächtig.